# ディープ・パープル・アンド・ロイヤル・フィルハーモニック・オーケストラ
『ディープ・パープル・アンド・ロイヤル・フィルハーモニック・オーケストラ』（Concerto for Group and Orchestra）は、1969年9月24日にロイヤル・アルバート・ホールで行われたイングランドのロック・バンドのディープ・パープルとロイヤル・フィルハーモニー管弦楽団の共演を収録したライブ・アルバムで、同年12月に発表された。
イアン・ギランとロジャー・グローヴァーを迎えた第2期ディープ・パープルの最初のアルバムで、ディープ・パープル初のライブ・アルバムでもある。

## 解説

### 経緯
第2期ディープ・パープルは1969年7月10日にロンドンのスピークイージー・クラブで初のステージに立ち、7月25日に第一弾シングル「ハレルヤ」を発表した。そして国内でライヴ活動を行ないながら、ギタリストのリッチー・ブラックモアを中心に新曲を書き始め、8月末に始まったヨーロッパ・ツアーから「ニール・アンド・プレイ」「チャイルド・イン・タイム」を披露し始めた。
その数か月前の同年4月、第1期ディープ・パープルが前作『ディープ・パープル III』のツアーを行なっていた時、彼等のマネージメントはロイヤル・フィルハーモニー管弦楽団と共演する企画を立てて、ロイヤル・アルバート・ホールを同年9月に使用する契約を結んだ。そして第1期の曲作りの中心役を担っていたキーボーディストのジョン・ロードに対して、共演用の新曲を準備するようにと促した。ロードは本番まで半年足らずの間、メンバー交代劇や第2期のライヴ活動の合間を縫って「グループとオーケストラのための協奏曲」の作曲に勤しんだ。広報担当のベン・ニスベット（Ben Nisbet）は近代イギリスを代表する作曲家の一人であるマルコム・アーノルドに協力を要請し、アーノルドはロイヤル・フィルハーモニー管弦楽団の指揮を引き受け、ロードの作曲に助言を与えた。
ディープ・パープルとロイヤル・フィルハーモニー管弦楽団は9月24日にロイヤル・アルバート・ホールで共演して、歴史上初めて、オーケストラとロック・バンドの合同演奏のコンサートを実現させた。当日は第1部でアーノルドが指揮するロイヤル・フィルハーモニー管弦楽団がアーノルド作曲「交響曲第六番」、第2部でディープ・パープルが「ハッシュ」「リング・ザット・ネック」「チャイルド・イン・タイム」、第3部で両者が「グループとオーケストラのための協奏曲」を演奏し、アンコールでは両者が「グループとオーケストラのための協奏曲」の第三楽章の一部分を再演した。コンサートの模様はBBCによってテレビ放映された。

### 内容
「グループとオーケストラのための協奏曲」は、合奏協奏曲、協奏交響曲、管弦楽のための協奏曲の各々の特徴を組み合わせたものであり、オリジナル・レコードの内ジャケットには、ロードによる解説が掲載された。第一楽章ではグループ（ディープ・パープル）とオーケストラが拮抗する様がブラックモアのギターのカデンツァを中心に描かれる。第二楽章はギランのボーカル・ソロとロードのオルガン・ソロがそれぞれオーケストラと絡んで混沌とした共存の雰囲気を醸し出す。第三楽章ではイアン・ペイスのドラム・ソロを挟んで、両者が協調していく。
アルバムはアメリカでは1969年12月にテトラグラマトン・レコード、イギリスでは1970年1月にハーヴェスト・レコードから発表された。アメリカではテトラグラマトン・レコードの倒産に伴なって、1970年8月に彼等の新しい所属先であるワーナー・ブラザーズ・レコードから再発された。

### 映像
当日の模様はビデオ・ソフト化されて、アルバムと同名で発表された。2003年にリリースされたDVDは、ロンドンのアビー・ロード・スタジオで2001年6月にJonathan Allenによってミックスされ、2002年3月にPeter Mewによってデジタル・リマスタリングされた。

## 収録曲
全楽章の作曲はジョン・ロード、第2楽章の作詞はイアン・ギランによる。

### オリジナルLP
第1面
1. 第1楽章 - "First Movement" - 19:12
  - a. モデラート - "Moderato"
  - b. アレグロ - "Allegro"
  - c. ヴィヴァーチェ - "Vivace"
2. 第2楽章 - "Second Movement" 
  - パート1 アンダンテ - "Part 1-Andante" - 6:32

第2面
1. 第2楽章 - "Second Movement" 
  - パート2 - "Part 2" - 12:28
2. 第3楽章 - "Third Movement" - 15:31
  - ヴィヴァーチェ - "Vivace"
  - プレスト - "Presto"

イギリス盤とアメリカ盤で曲名が一部異なるが、内容は同じである。

#### イギリス盤
- Harvest Records (SHVL 767)[12]

| #  | タイトル                               | 作詞 | 作曲・編曲 |
| -- | -------------------------------------- | ---- | ---------- |
| 1. | 「First Movement: Moderato - Allegro」 |      |            |
| 2. | 「Second Movement: Andante Part 1」    |      |            |

| #  | タイトル                                | 作詞 | 作曲・編曲 |
| -- | --------------------------------------- | ---- | ---------- |
| 1. | 「Second Movement: Andante Conclusion」 |      |            |
| 2. | 「Third Movement: Vivace - Presto」     |      |            |

#### アメリカ盤
- Tetragrammaton Records (T-131)[11]
- Warner Bros. Records (WS 1860)[13]

| #  | タイトル                                          | 作詞 | 作曲・編曲 |
| -- | ------------------------------------------------- | ---- | ---------- |
| 1. | 「First Movement - Moderato - Allegro - Vivace 」 |      |            |
| 2. | 「Second Movement - Part One - Andante 」         |      |            |

| #  | タイトル                        | 作詞 | 作曲・編曲 |
| -- | ------------------------------- | ---- | ---------- |
| 1. | 「Second Movement - Part Two 」 |      |            |
| 2. | 「Third Movement」              |      |            |

### CD
2002年に発表されたCDには、当日の第二部でディープ・パープルが披露した「ハッシュ」「リング・ザット・ネック」「チャイルド・イン・タイム」が追加収録された。
| #         | タイトル                                   | 作詞・作曲                                          | 時間  |
| --------- | ------------------------------------------ | --------------------------------------------------- | ----- |
| 1.        | 「Intro」                                  |                                                     | 3:27  |
| 2.        | 「Hush ハッシュ」                          | Joe South                                           | 4:40  |
| 3.        | 「Wring That Neck リング・ザット・ネック」 | Ritchie Blackmore, Nick Simper, Jon Lord, Ian Paice | 13:23 |
| 4.        | 「Child in Time チャイルド・イン・タイム」 | Blackmore, Ian Gillan, Roger Glover, Lord, Paice    | 12:02 |
| 合計時間: | 合計時間:                                  | 合計時間:                                           | 33:32 |

| #         | タイトル                                           | 作詞  | 作曲・編曲 | 時間  |
| --------- | -------------------------------------------------- | ----- | ---------- | ----- |
| 1.        | 「First Movement: Moderato - Allegro」             |       |            | 19:21 |
| 2.        | 「Second Movement: Andante」                       |       |            | 19:11 |
| 3.        | 「Third Movement: Vivace - Presto」                |       |            | 13:08 |
| 4.        | 「Encore: Third Movement: Vivace - Presto (Part)」 |       |            | 5:52  |
| 合計時間: | 合計時間:                                          | 57:32 |            |       |

## 参加ミュージシャン
ディープ・パープル
- ジョン・ロード　Jon Lord – オルガン
- リッチー・ブラックモア　Ritchie Blackmore – ギター
- イアン・ペイス　Ian Paice – ドラムス
- イアン・ギラン　Ian Gillan – ボーカル
- ロジャー・グローヴァー　Roger Glover – ベース・ギター

ロイヤル・フィルハーモニー管弦楽団
- マルコム・アーノルド　Malcolm Arnold – 指揮
- ロイヤル・フィルハーモニー管弦楽団

## 「グループとオーケストラのための協奏曲」のその後
ディープ・パープルはロイヤル・フィルハーモニー管弦楽団との共演を成功させた後、国内とヨーロッパのツアーを続けながら、翌10月からロンドンのスタジオで新作アルバムの制作を開始した。コンサートの聴衆の中には彼等がオーケストラと共演すると考えていた者もいたが、彼等はハード・ロックを演奏し、翌1970年6月にアルバム『ディープ・パープル・イン・ロック』を発表してハード・ロック・バンドの代表格としての地位を築く大きな第一歩を踏み出した。本作が同年8月にアメリカでワーナー・ブラザーズ・レコードから再発された時、彼等はアメリカ・ツアーの合間を縫って同月25日にハリウッド・ボウルでロサンジェルス・フィルハーモニックと共演して本作を再演した。それを唯一の例外として、彼等は以後約30年間、この協奏曲を顧みることはなかった。
1999年、本作の参加メンバーからブラックモアを除いた4人とギタリストのスティーヴ・モーズからなるディープ・パープルは、本作発表の30周年を記念して、ロイヤル・アルバート・ホールに戻ってポール・マンが指揮するロンドン交響楽団と「グループとオーケストラのための協奏曲」を再演して、ライブCD"In Concert with The London Symphony Orchestra"に収録した。引き続いて2000年から2001年にかけて、南アフリカ、ヨーロッパ、日本でマンが指揮するオーケストラと共演して、同協奏曲を披露した。
作曲者のロードは2001年にディープ・パープルを脱退し、2009年に40周年記念として、アイルランドのRTÉ Concert Orchestraとダブリンで共演して「グループとオーケストラのための協奏曲」を再演した。その後も2011年までの間、数回にわたって様々なオーケストラと共演した。2011年、彼はマンとロイヤル・リヴァプール・フィルハーモニー管弦楽団による初のスタジオ録音版の制作に病魔を押して参加し、翌2012年、完成した作品を聴き、7月に他界した。